# Jan van Duisberg
Jan van Duisberg (Amsterdam, 1633 - Amsterdam, 1698) was een uitgever, boekhandelaar, papierverkoper, dichter en vertaler.

## Levensloop
Over zijn persoonlijke leven is weinig bekend, maar over zijn werk des te meer. Hij werd geboren in 1633. Vanaf 1655 was hij actief als uitgever en boekhandelaar in Amsterdam. Aanvankelijk was zijn bedrijf gevestigd “op de hoek van de Stil-steeg, aan de Voor-burgwal, achter 't Stadthuys”. In 1676, maar misschien al eerder, was hij werkzaam in de “Kalverstraat, over d'Osse-sluys” en vanaf 1677 vinden we hem terug in de “Lucyen steegh, tegen over de Poort van't Weeshuys”. Zijn uithangbord “Stapel papier” verhuisde mee, om aan te duiden dat in zijn winkel ook papier verkrijgbaar was.
Behalve uitgever van onder andere Nederlandse literatuur, was hij dichter en  vertaler en bezorgde hij een lutherse bewerking van de psalmen. Hij werkte samen met Amsterdamse drukkers als Cornelis de Bruyn (niet de beroemde reiziger), Christoffel Cunradus, Jacob de Jonge en de erfgenamen Pieter Boeteman. Op 2 oktober 1698 werd hij begraven in de Oude Lutherse Kerk. Zijn zoon Willem gaf nog enkele malen zijn psalmberijming uit.

## Werk

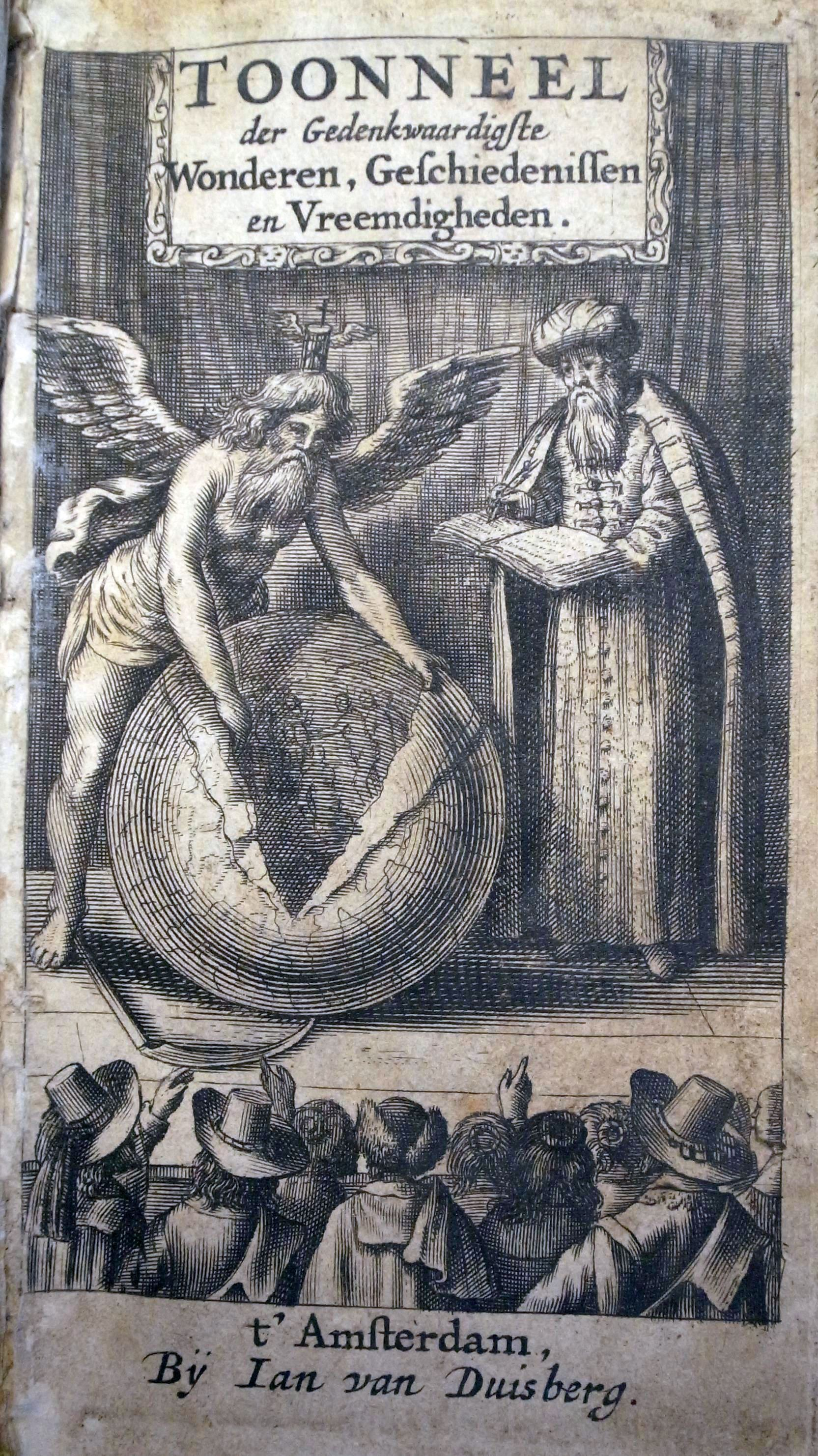
Op een podium opent Vadertje Tijd de aarde, terwijl de man naast hem een boek schrijft. Gegraveerde titelpagina van Toonneel der gedenkwaardigste wonderen, geschiedenissen en vreemdigheeden, vertaald en uitgeven door Jan van Duisberg in Amsterdam in 1657.

Het eerste werk dat zijn naam draagt is Perssiaansche rozengaard van Saadi uit 1654. Van Duisberg heeft de tekst van de middeleeuwse Perzische dichter naar het Nederlands vertaald via de Duitse versie van Adam Olearius. Het is een 'boeket' van korte verhalen en gedichten over het menselijk gedrag en de vergankelijkheid van het bestaan. Voor Saadi was een aangenaam verblijf met vrienden in een rozentuin de aanleiding om het werk te schrijven. Veel Perzische dichters en kunstenaars raakten geïnspireerd in tuinen, die oases van groen vormden in een land van woestijnen. In het voorwoord van de Nederlandse vertaling, ook door Van Duisberg uit het Duits overgezet, worden Saadi’s zoetvloeiende poëzie en wijze lessen aangeprezen. De uitgever was hij niet zelf, maar Jan (I) Rieuwertsz.
Een andere vertaling verscheen wel in eigen beheer, namelijk zijn Nederlandse bewerking van Pierre Boaistuaus Histoires prodigieuses getiteld Toonneel der gedenkwaardigste wonderen, geschiedenissen en vreemdigheeden uit 1657. Deze verzameling van legenden en wonderen was een bestseller in Europa in de zestiende en zeventiende eeuw.
Van Duisberg had een voorliefde voor poëzie, want in de jaren vijftig van de zeventiende eeuw verkocht hij dichtbundels van Jan Bara (1656 en 1657), Pieter Cornelisz Hooft (1657), Jan Vos (1658) en Johan de Brune (1658).
Er is ook oorspronkelijk werk van hem bewaard gebleven, zoals in het liedboekje met muzieknotaties Caliope, of Vermaakelyke zang-godin dat hij zelf samenstelde en uitgaf in 1655. De liedjes van verschillende dichters gaan voornamelijk over de liefde.
In 1680 berijmde hij een selectie van 85 psalmen voor de lutherse kerk. In het voorwoord van LXXXV. Nieu-gerijmde psalmen des propheten Davids schreef hij dat de berijmde versie van Willem van Haecht niet gezongen werd vanwege de verouderde zangwijzen. Daarom maakte hij een nieuwe bewerking, aangepast aan bekende melodieën. Zeven jaar later had hij de volledige psalmberijming gereed en vroeg hij de kerkenraad om toestemming voor het drukken, uitgeven en invoeren ervan. De goedkeuring kwam er op 28 november 1688 en de uitgave verscheen in dat jaar in octavo en duodecimo formaat onder de titel De CL. psalmen Davids. Sindsdien werd het vele malen herdrukt tot en met 1769. Pas in 1779 komt een nieuwe lutherse berijming op de markt.
Volgens de Short Title Catalogue Netherlands zijn er meer dan 30 boeken[dode link] door hem uitgegeven. Naast zijn psalmberijming zijn er 7 boeken waar hij aan meewerkte als dichter, vertaler of editeur, waarvan een deel bij andere uitgevers het licht zag.